# Apoapside

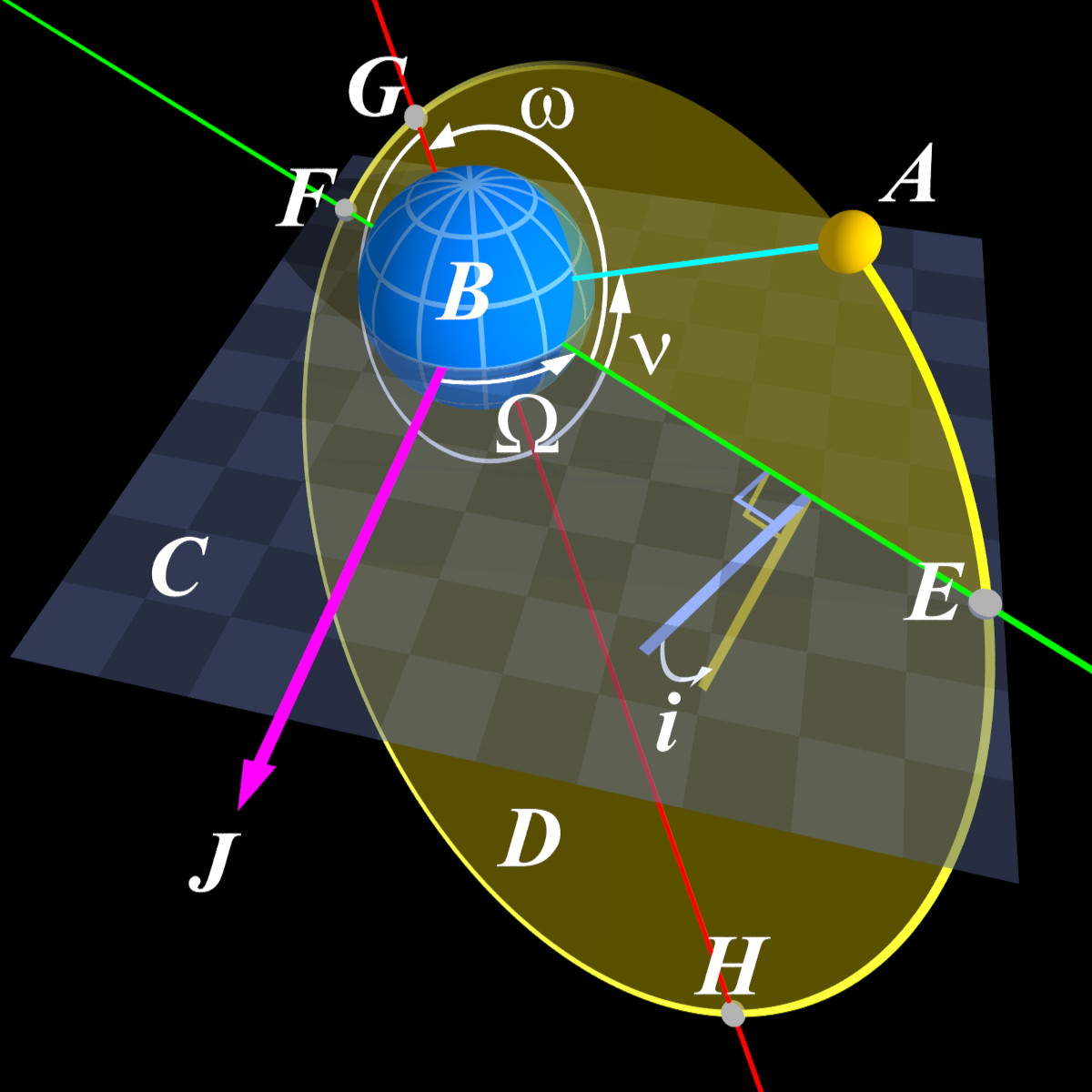
Un diagramme de Kepler des éléments orbitaux. G périapse, H apoapse, la ligne rouge entre eux est la ligne des apsides.

L’apoapse, apoapside, apside supérieure ou apocentre est le point de l'orbite d'un objet céleste où la distance est maximale par rapport au foyer de l'orbite (point H sur la figure ci-contre).
Son antonyme est périapside, périapse, ou péricentre (point G sur la figure ci-contre).
Ces deux points extrêmes (périapse et apoapse) sont désignés ensemble sous le terme générique d’apsides.
Dans le cas particulier de la Terre, une confusion est à éviter :
- si on se réfère à son orbite autour du Soleil, on parlera d'aphélie ;
- si on se réfère à l'orbite de ses satellites (naturel ou artificiel) autour d'elle, on parlera d'apogée.

La distance {\displaystyle r_{\mathrm {ap} }\!\,} du centre de masse à l'apoapse peut se calculer de la façon suivante :
où {\displaystyle a\!\,} est la longueur du demi-grand axe et {\displaystyle e\!\,} est l'excentricité orbitale.

## Formules détaillées
Les formules suivantes caractérisent le périapse et l’apoapse d'un objet quelconque :
- Périapse : 
  - vitesse (maximale) du corps orbital à son périapse :

- - distance du périapse (minimale) au centre de masse (foyer de l'orbite) :
  {\displaystyle r_{\mathrm {per} }=(1-e)a\!\,}
- Apoapse : 
  - vitesse (minimale) du corps orbital à son apoapse :

- - distance de l'apoapse (maximale) au centre de masse (foyer de l'orbite) :
 {\displaystyle r_{\mathrm {ap} }=(1+e)a\!\,}

Selon les lois de Kepler sur le mouvement des planètes (conservation du moment angulaire) et les principes de la conservation de l'énergie, les quantités suivantes sont constantes pour une orbite donnée :
- moment angulaire relatif spécifique : {\displaystyle h={\sqrt {(1-e^{2})\mu a}}}
- énergie orbitale spécifique : {\displaystyle \epsilon =-{\frac {\mu }{2a}}}

avec :
- {\displaystyle a\!\,} est la longueur du demi grand axe
- {\displaystyle \mu \!\,} est le paramètre gravitationnel standard (produit de la constante de gravitation G par la masse M du corps central).
- {\displaystyle e\!\,} est l'excentricité orbitale définie par {\displaystyle e={\frac {r_{\mathrm {ap} }-r_{\mathrm {per} }}{r_{\mathrm {ap} }+r_{\mathrm {per} }}}=1-{\frac {2}{{\frac {r_{\mathrm {ap} }}{r_{\mathrm {per} }}}+1}}}

Attention : pour convertir la distance mesurée depuis les surfaces des objets en distance mesurée depuis les centres de gravité, il faut ajouter le rayon des objets en orbite ; et réciproquement.
La moyenne arithmétique des deux distances extrêmes est la longueur du demi grand axe {\displaystyle a\!\,} de l'ellipse orbitale.
La moyenne géométrique de ces deux mêmes distances est la longueur du demi petit axe {\displaystyle b\!\,} de l'ellipse orbitale.
La moyenne géométrique des deux vitesses limites {\displaystyle {\sqrt {-2\epsilon }}}, est la vitesse correspondant à une énergie cinétique qui, à n'importe quelle position sur l'orbite, ajoutée à l'énergie cinétique courante, permettrait à l'objet en orbite de s'échapper de l'attraction. La racine carrée du produit des deux vitesses est donc la valeur locale de la vitesse de libération.

## Terminologie

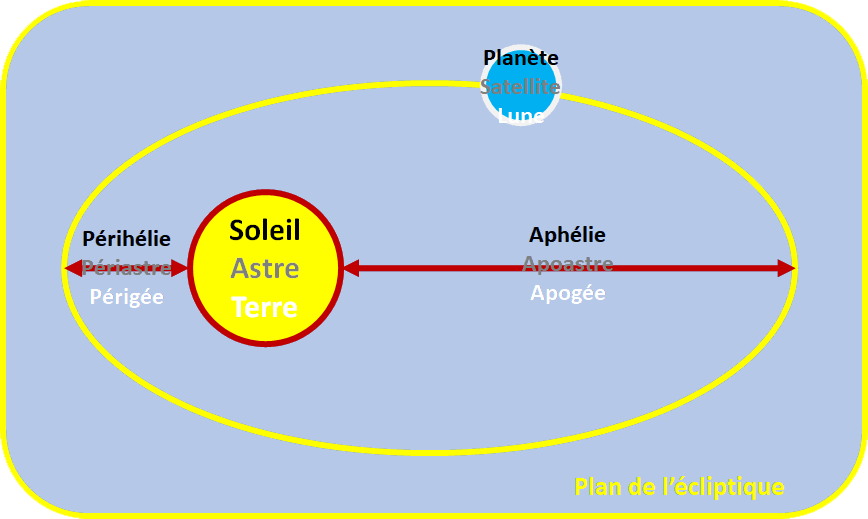
Quelques terminologies dans le plan de l'écliptique.

Dans le cas d'une étoile ou des principaux objets du système solaire, on utilise un terme spécialisé apparenté (seuls aphélie, apogée et apoastre sont couramment utilisés).
Ces termes sont formés sur la racine grecque du corps correspondant.
On notera que dans aphélie, apherme et aphade, le ph apparaît, de manière parfaitement conforme aux règles de composition nominale en grec, à la suite de l'élision (obligatoire) du -o de la préposition apo- devant une racine commençant par une voyelle, que celle-ci soit aspirée (comme dans les mots hélios, hermès, hadès désignant les corps célestes) ou non. Que ces mots soient de formation moderne ne change rien à leur caractère purement grec. La graphie aph- doit donc se prononcer af- comme dans n'importe quel mot grec ; la prononcer ap- est une forme d'hypercorrection. Les termes apoapse, apoastre et apoarée, non conformes aux règles du grec (qui exigeraient la chute du -o), se sont néanmoins imposés dans l'usage.
Le s de aposélène se prononce [s], bien qu'il soit entre deux voyelles : de même que le s de parasol ou de tournesol, sa position intervocalique n'est qu'un artéfact de la composition nominale, qui ne doit pas faire perdre de vue sa nature fondamentale de s initial (initial de morphème, non de mot). Celui de apoposéide, en revanche, se prononce bien [z], de la même manière que dans Poséidon.
Les termes apolune (pour le satellite d'une lune) et apojove (pour un satellite de Jupiter) sont à éviter. Certains auteurs emploient de même apluto (pour un satellite de Pluton), terme indéchiffrable à rejeter absolument. On voit parfois aussi apocynthe dans le cas d'un satellite artificiel de la Lune.